# Punkalaidun
Punkalaidun è un comune finlandese di 2675 abitanti, situato nella regione del Pirkanmaa.